# Карпово (Солнечногорський район)
Карпово (рос. Карпово) — присілок Солнечногорського міського поселення у Солнечногорському районі Московської області Російської Федерації.

## Розташування
Карпово входить до складу міського поселення Солнечногорськ, воно розташовано на південний схід від Солнечногорська, поруч із озером Сенеж. Найближчий населений пункт селище санаторію Міністерства оборони.

## Населення
Станом на 2002 рік у присілку проживало 15 осіб, а в 2010 році — 47 осіб.

## Пам'ятки архітектури
У присілку знаходиться пам'ятка історії місцевого значення — братська могила радянських воїнів, які загинули у 1941–1942 рр.